# 峰幸代
峰 幸代（みね ゆきよ、1988年1月26日 - ）は、福岡県福岡市出身の女子ソフトボール選手（捕手）。元ソフトボール日本代表。2008年北京オリンピック金メダリスト、2021年開催の東京オリンピック金メダリスト。

## 経歴
福岡市で生まれたが、3歳の時に神奈川県に転居した。千葉県の木更津総合高等学校に進学し、2年生の2004年には選抜・インターハイ・国体の3冠を達成した。2006年に日立&ルネサス高崎に入団。同年、日本リーグの新人賞・ベストナイン賞を受賞。
- 2006年 - 日立&ルネサス高崎[注 1]に入団。
- 2007年 - 世界ジュニア選手権代表。
- 2008年 - 北京オリンピック日本代表。
- 2014年 - シーズン終了をもって現役引退[3]。
- 2016年 - 現役復帰し、トヨタ自動車レッドテリアーズに入団。
- 2021年 - 日本代表として東京オリンピックに出場し金メダル獲得。シーズン終了をもって2度目の現役引退。

## 人物・エピソード
小学校では野球をしており、横浜市立瀬谷中学校1年生（12歳）の時にソフトボールを始めた。本職はキャッチャーであるがドッジボールのキャッチは苦手である。
20歳で出場した北京オリンピックでは『上野の413球』を1人で受けた。ルネサス高崎の廃部や海外留学の希望などもあり2014年に1度引退したが、2020年の東京オリンピックでソフトボール競技の採用が決定したことを受け2016年に現役復帰を決意。トヨタ自動車レッドテリアーズからのオファーを受けて入団した。
2022年1月19日、東京オリンピック日本代表として金メダルを獲得した功績をたたえ、神奈川県横浜市瀬谷区の相鉄瀬谷駅北口にあるスマイルストリート瀬谷前に記念のゴールドポスト（第50号）が設置された（ゴールドポストプロジェクト）。

## 詳細情報

### 日本リーグ個人表彰
- 2006年 - ベストナイン賞（捕手）、新人賞（野手）
- 2008年 - ベストナイン賞（指名選手）
- 2011年 - ベストナイン賞（捕手）

### 年度別成績
- 2006年 - 打率.394、本塁打0、打点11
- 2007年 - 打率.186、本塁打0、打点4
- 2008年 - 打率.413、本塁打0、打点8（打撃成績5位）
- 2009年 - 打率.328、本塁打1、打点11
- 2010年 - 打率.288、本塁打0、打点6
- 2011年 - 打率.382、本塁打1、打点13（打撃成績9位）
- 2012年 - 打率.245、本塁打1、打点9

#### 補足
- 2006年（日本リーグ1年目）

チームの4番打者を任され、打率も.394を残すなど、安定したバッティングを見せる。
- 2007年（日本リーグ2年目）

打率が1割台と低迷。
- 2008年（日本リーグ3年目）

打率.413を残し、右打者ながら4割台の高打率を記録。
- 2009年（日本リーグ4年目）

打撃面では開幕節でリーグ初本塁打、全日本総合選手権で2本塁打、国体で2本塁打を放つなど、昨年以上に長打力がついた。チーム成績は、2年連続で3冠（日本リーグ・全日本総合選手権・国体）を達成した。
- 2010年（日本リーグ5年目）

前年までは乾絵美と捕手のポジションを守っていたが、5年目からはメインで捕手を任されることとなった。日本リーグではトヨタ自動車が世界のエースであるモニカ・アボットを中心とする投手力とパワーアップした打線で優勝を決め、峰が所属するルネサスエレクトロニクス高崎は優勝を逃した。全日本総合選手権においてもホンダのステイシー・ネルソンに抑え込まれ、チームは決勝を前に敗退してしまう。雨で8チーム同時優勝となった国体を除いてはタイトルを取ることができなかった。峰個人としては日本リーグ前半戦参戦→世界選手権出場→USAワールドカップ出場→全日本総合選手権出場→国体出場→日本リーグ後半戦出場→アジア大会出場と超多忙なシーズンであった。USAワールドカップではホームプレート上での接触プレーで脳震盪を起こし途中退場したり、リーグ戦では打者の打球が当たり途中交代、決勝トーナメントでは打者のバットが喉に当たるなど、捕手であるが故の事故に遭遇した1年であった。様々なトラブルに見舞われた2010年シーズンであったが、11月の広州アジア大会では金メダルを獲得した（アジア大会3連覇を達成）。
- 2011年（日本リーグ6年目）

開幕当初は、積極的なバッティングが影を潜めていたが、第2節の岐阜大会からは好球必打に加え、チャンスに強い本来のバッティングが戻ってきた。前半戦（大阪大会）を終わった時点でヒット9本を打ち、うち7本がタイムリーヒットという驚異的な結果を残した。7月からは日本代表選手としてカナダカップ、USAワールドカップに出場。今まで国際大会での打撃は良いところがなかったが、カナダカップでようやく本領を発揮した。打率.429を記録し、勝負強いバッティングで日本のカナダカップ優勝に貢献した。日本代表メンバーは若手中心に変わってきたが、ジュニアチームでキャプテンを務めた峰はキャリアのある選手と若手選手の繋ぐ役割も求められてきている。チーム成績は全日本総合選手権優勝、日本リーグ準優勝。
- 2012年（日本リーグ7年目）

3番・4番の中軸を任されることが多かった。カナダでの世界選手権では日本に42年ぶりの優勝をもたらした。チームは国体と全日本総合選手権で優勝を果たしたが、日本リーグでは決勝トーナメントでトヨタ自動車に1点差で敗れ、3冠達成はならなかった。

## 受章歴
- 紫綬褒章（2008年）[7]
- 紫綬褒章飾版（2021年）[8]